# سینگ شاه است
سینگ شاه است (به هندی: Singh Is Kinng)فیلمی محصول سال ۲۰۰۸ و به کارگردانی آنیس بازمی است. در این فیلم بازیگرانی همچون آکشی کومار، کاترینا کایف، اوم پوری، رانویر شوری، نیها دوپیا، جاوید جعفری، سنو سود، سودهانشو پاندی، کیرون کهیر، یاشپال شارما، اسنوپ داگ و گورپریت گوگی ایفای نقش کرده‌اند.